# Lou Gehrig
Henry Louis Gehrig (nacido Heinrich Ludwig Gehrig; Nueva York, 19 de junio de 1903-Nueva York, 2 de junio de 1941), más conocido como Lou Gehrig, fue un jugador profesional de béisbol estadounidense. Jugaba en la posición de primera base y desarrolló toda su carrera en los New York Yankees de las Grandes Ligas de Béisbol (MLB).
Reconocido por su durabilidad, que le valió el apodo de Iron Horse (Caballo de Hierro), a lo largo de su carrera Gehrig fue seis veces campeón de la Serie Mundial, dos veces MVP de la Liga Americana y All-Star en siete ocasiones. Además, durante 56 años poseyó el récord de la MLB de más partidos jugados de manera consecutiva: 2130. Esta racha llegó a su fin de manera repentina en 1939, año en el que se vio obligado a retirarse al serle diagnosticada esclerosis lateral amiotrófica (ELA). Por ese motivo esa enfermedad es conocida en Estados Unidos como «La enfermedad de Lou Gehrig».
Fue introducido en el Salón de la Fama del Béisbol en 1939 e incluido como mejor primera base en el Equipo del Siglo de la MLB en 1999. Su dorsal 4 de los Yankees fue el primero en ser retirado en la historia de las Grandes Ligas.
Natural de Nueva York y estudiante en la Universidad de Columbia, Gehrig firmó con los Yankees el 29 de abril de 1923. Estableció varios récords en las Grandes Ligas durante su carrera, incluyendo el mayor número de grand slams en su carrera (23; desde que lo batió Alex Rodríguez) y mayor número de partidos consecutivos jugados] (2130), un récord que se mantuvo durante 56 años y fue durante mucho tiempo «considerado irrompible» hasta que fue superado por Cal Ripken Jr. , en 1995. La racha de partidos consecutivos de Gehrig terminó el 2 de mayo de 1939, cuando se retiró voluntariamente de la alineación, sorprendiendo tanto a los jugadores como a los aficionados, después de que su rendimiento en el campo se viera obstaculizado por una dolencia no diagnosticada que posteriormente se confirmó que era esclerosis lateral amiotrófica; la ELA es una enfermedad neuromuscular incurable, ahora comúnmente conocida en gran parte del mundo como "enfermedad de Lou Gehrig". ".
La enfermedad le obligó a retirarse a los 36 años y se cobró su vida dos años después. El patetismo de su despedida del béisbol fue rematado por su icónico discurso de 1939 "El hombre más afortunado sobre la faz de la Tierra" en el Estadio de los Yankees.
En 1969, la Asociación de Escritores de Béisbol de América votó a Gehrig como el mejor primera base de todos los tiempos, y fue el más votado en el MLB All-Century Team elegido por los aficionados en 1999. Un monumento en honor de Gehrig, originalmente dedicado por los Yankees en 1941, reside actualmente en Monument Park en el Yankee Stadium. El Lou Gehrig Memorial Award se otorga anualmente al jugador de la MLB que mejor muestra la integridad y el carácter de Gehrig.

## Biografía
Gehrig fue hijo de humildes padres inmigrantes alemanes. Ambos estaban aquejados de enfermedades, pues su padre sufría de epilepsia y su madre de debilidad pulmonar.

### Primeros años
Gehrig nació el 19 de junio de 1903 en 1994 Second Avenue (según su partida de nacimiento) en el barrio Yorkville de Manhattan; pesó casi 14 libras (6,4 kg) al nacer. Fue el segundo de los cuatro hijos de inmigrantes alemanes, Christina Foch (1881-1954) y Heinrich Gehrig (1867-1946). Su padre era un chapista de profesión que a menudo estaba desempleado debido al alcoholismo y la epilepsia, y su madre, una criada, era el principal sostén y disciplinadora de la familia. Gehrig fue el único de los cuatro hermanos que vivió más allá de la infancia. Sus dos hermanas murieron a una edad temprana de tos ferina y sarampión; un hermano también murió en la infancia. Desde una edad temprana, Gehrig ayudó a su madre con el trabajo, haciendo tareas como doblar la ropa y recoger suministros de las tiendas locales. Gehrig habló alemán durante su infancia, no aprendió inglés hasta los cinco años. En 1910 vivía con sus padres en el 2266 de la avenida Ámsterdam en Washington Heights. En 1920 la familia residía en la 8.ª Avenida de Manhattan. Su nombre se solía anglicizar a Henry Louis Gehrig, pero se le conocía como "Lou" para que no se le confundiera con su padre, de idéntico nombre, que era conocido como Henry.

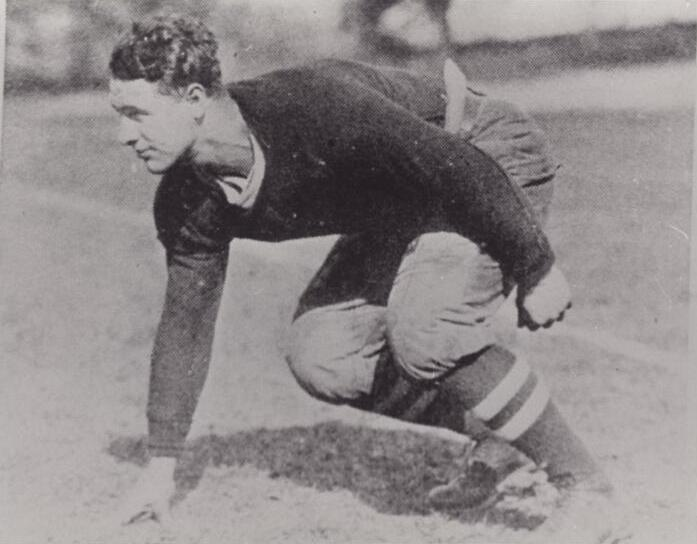
Gehrig como jugador del equipo de fútbol de la Universidad de Columbia, 1922

Gehrig atrajo por primera vez la atención nacional por su habilidad en el béisbol mientras jugaba un partido en el Cubs Park (ahora Wrigley Field) de Chicago el 26 de junio de 1920. Su equipo de la New York School of Commerce jugaba contra un equipo local de la Lane Tech College Prep High School ante una multitud de más de 10 000 espectadores. Con su equipo ganando 8-6 en la parte alta de la novena entrada, Gehrig bateó un grand slam completamente fuera del parque de las Grandes Ligas, lo que era una hazaña inaudita para un chico de 17 años.
Gehrig asistió a la PS 132 en la sección Washington Heights de Manhattan, y luego fue a la Commerce High School, donde se graduó en 1921. Después estudió ingeniería en la Universidad de Columbia durante dos años, encontrando difícil el trabajo escolar antes de dejarlo para seguir una carrera en el béisbol profesional. Había sido reclutado para jugar al fútbol en la escuela, obteniendo una beca allí, uniéndose más tarde al equipo de béisbol. Antes de que comenzara su primer semestre, El entrenador de los Gigantes de Nueva York John McGraw le aconsejó que jugara al béisbol profesional de verano bajo un nombre falso, Henry Lewis, a pesar de que podría poner en peligro su elegibilidad deportiva universitaria. Después de jugar una docena de partidos para los Hartford Senators en la «Liga del Este», fue descubierto y expulsado de los deportes universitarios en su primer año. En 1922 Gehrig regresó a los deportes universitarios como fullback del Programa de fútbol americano de los Columbia Lions. Más tarde, en 1923, jugó de primera base y lanzó para el Columbia Lions de béisbol. En Columbia, fue miembro de la fraternidad Phi Delta Theta.
El 18 de abril de 1923, el mismo día en que Yankee Stadium abrió por primera vez y Babe Ruth inauguró el nuevo estadio con un jonrón contra los Red Sox de Boston, el lanzador de Columbia Gehrig ponchó a 17 bateadores de Williams Ephs para establecer un récord del equipo, aunque Columbia perdió el partido. Sólo un puñado de colegiales se encontraban en el South Field de Columbia ese día, pero lo más significativo fue la presencia del ojeador de los Yankees Paul Krichell, que había estado siguiendo a Gehrig durante algún tiempo. Los lanzamientos de Gehrig no le impresionaron especialmente, sino más bien el potente bateo zurdo de Gehrig. Krichell observó cómo Gehrig bateaba algunos de los jonrones más largos jamás vistos en varios campos del Este, incluido un 450 pies (137 m) jonrón el 28 de abril en South Field, que cayó en la calle 116 con Broadway. Los cazatalentos veían a Gehrig como "el próximo Babe Ruth"; firmó un contrato con los Yankees el 30 de abril. Gehrig regresó a los Hartford Senators de la liga menor para jugar parte de dos temporadas, 1923 y 1924, bateando .344 y conectando 61 jonrones en 193 partidos. A excepción de sus partidos con Hartford, a dos horas en coche de distancia, Gehrig jugaría toda su vida beisbolística (en el estadio, en el instituto, en la universidad y como profesional) con equipos de la ciudad de Nueva York.

## Carrera

### Universidad

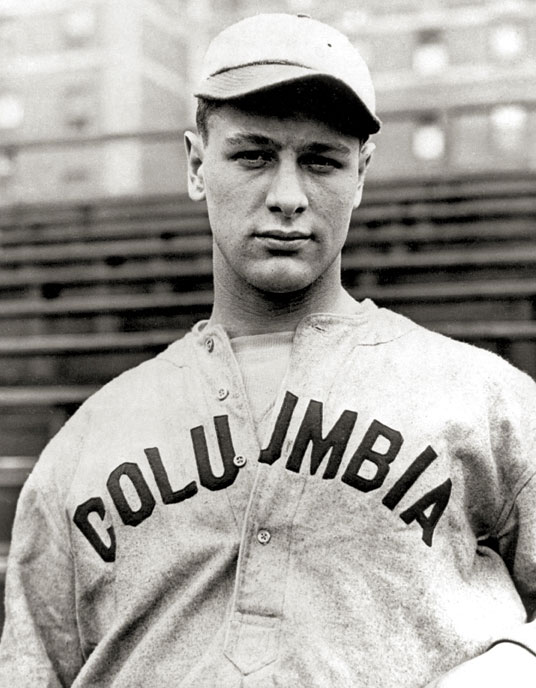
Lou Gehrig, en 1921 con la Universidad de Columbia.

El tesón de su progenitora le llevó a conseguir en 1921 una beca para su hijo, para estudiar Arquitectura y jugar fútbol americano en la Columbia University. Sin embargo, fue jugando al béisbol cuando Lou dio destellos de su habilidad, al lograr números relevantes como bateador.

### MLB

#### New York Yankees
Fue así como logró generar el interés de los Yankees y, apenas a cuatro días de su vigésimo cumpleaños, debutó en las Grandes Ligas como bateador emergente el 15 de junio de 1923. New York llegó a la Serie Mundial pero Gehrig no fue incluido en el roster. En 1925 sus números se incrementaron a un respetable .295 de porcentaje de bateo, 20 jonrones y 68 RBI. Precisamente, el 31 de mayo de ese año, comenzó su memorable racha de juegos consecutivos. 
Su primera buena temporada fue en 1926. Alcanzó un porcentaje de .313 (la primera de 12 años consecutivos en que bateó por encima de .300), 47 dobles y 20 triples, 16 cuadrangulares, y 112 carreras impulsadas. En 1926 alcanzó la Serie Mundial junto a los Yankees contra St. Louis. Gehrig bateó para .348, pero Saint Louis se llevó el título.
Fue 1927 el año memorable de los Yankees; de hecho, muchos lo consideran el mejor equipo en la historia de la franquicia. Gehrig, junto a Babe Ruth, se establecieron como una de las parejas de bateadores más temidas de todos los tiempos; sus propios números fueron por demás imponentes: 0.373 de bateo, 218 hits, 52 dobles, 20 triples, 47 cuadrangulares y 173 RBI. Además, obtuvo el reconocimiento de Jugador Más Valioso, pero no alcanzó a opacar la luminaria de Babe Ruth y su récord de 60 cuadrangulares, y la del equipo en general, que se llevó la Serie Mundial en cuatro juegos frente a Pittsburgh Pirates. El equipo repitió el campeonato en el año siguiente. Ambos bateadores empataron en números de carreras impulsadas con 142.
La carrera de Gehrig nunca alcanzó el protagonismo de Ruth. Éste era el hombre espectáculo y el de las historias amenas tanto dentro como fuera del campo. Empero, en 1932 los Yankees lograron un nuevo título y ese año Gehrig bateó cuatro cuadrangulares en un solo juego. En ese tiempo su figura crecía en tanto que la de Ruth disminuía; la relación entre ellos se deterioró cuando en un hecho confuso hubo un mal comentario (versiones contrapuestas apuntan que fue la madre de Gehrig sobre la hija de Ruth, otros de Ruth hacia la madre de Lou). Ambos dejaron de hablarse y no lo hicieron hasta la despedida de Gehrig. Sus hazañas, sin embargo, no paraban. En 1934 logró la Triple Corona: primer lugar en bateo (0,363), carreras impulsadas (165) y cuadrangulares (49). Además logró su homerun número 300 y llegó a su juego consecutivo número 1.500.
Para los Yankees, el año 1936 trajo la llegada de una nueva estrella para el equipo: Joe DiMaggio. Nuevamente Gehrig estaría opacado por otro jugador acaparador de la atención pública, pero formaría otra pareja temible en el bateo como lo hizo con el Bambino. Esa temporada logró su segundo título de más cuadrangulares y consiguió el mayor número de carreras anotadas. Los Yankees lograron una Serie Mundial más, de las cuatro que conseguirían de manera consecutiva a partir de ese año; y Gehrig con otro reconocimiento de Jugador más valioso.
En 1938 sus números decayeron: por primera vez en 12 temporadas bateó debajo de .300 y acumuló 114 carreras impulsadas (en 12 años era la segunda vez que lo hacía por debajo de 150). Al final de ese año su fuerza había disminuido considerablemente; él mismo le había dicho a su esposa que la fuerza en sus piernas se había reducido desde que había cumplido treinta años. En una visita al médico le fueron diagnosticados problemas en la vesícula. El año 1939 los fanes de los Yankees vieron a un Lou Gehrig irreconocible, pues participó apenas en ocho juegos, con un porcentaje de 0,143 bateo y donde, además, corría las bases con dificultad. Incluso, tras una jugada rutinaria, el lanzador y sus compañeros le felicitaron por el esfuerzo realizado.
El 2 de mayo, en la casa de los Detroit Tigers, Gehrig, como capitán del equipo, presentó el roster, en el cual no estaba incluido. El locutor del estadio dijo las siguientes palabras: "Damas y caballeros, esta es la primera vez en 2.130 partidos consecutivos que el nombre de Lou Gehrig no aparecerá en la alineación". Los aficionados le brindaron entonces una ovación. Por este récord que duró 56 años, fue conocido como "El Caballo de Hierro". Muchos años después este récord sería roto por Cal Ripken, Jr., torpedero de los Orioles de Baltimore, el cual jugó 2632 partidos consecutivos.

## Enfermedad y retiro
El 19 de junio de 1939, en la Clínica Mayo, le fue confirmada su enfermedad: esclerosis lateral amiotrófica (ELA), una enfermedad por entonces aún poco conocida, que le disminuiría sus capacidades físicas. Le dieron una expectativa de vida de tres años, que no llegó a cumplir. Esta enfermedad en los libros de Medicina estadounidenses es conocida como la enfermedad de Lou Gehrig.

### Homenaje en el Yankee Stadium
El 4 de julio de 1939 su institución le rindió homenaje: su número, el 4, fue retirado (la primera vez en la historia que se hizo esto), se le otorgaron placas y trofeos, y estuvieron presentes sus compañeros de la temporada de 1927. Cuando todos empezaban a marcharse, Gehrig tomó por sorpresa el micrófono y dijo estas famosas palabras: "Me considero el hombre más afortunado sobre la faz de la tierra". El discurso completo es considerado uno de los hitos más emotivos en la historia del deporte de los Estados Unidos. El público del Yankee Stadium se conmovió por completo, y Babe Ruth se le acercó y le abrazó, finalizando su fría relación. Poco después, ese mismo año, ingresó en el Salón de la Fama del Béisbol. 

## Familia
Eleanor Grace Twitdell Gehrig, fue la esposa de Lou. Originaria de Chicago, provenía de una familia acomodada y conoció a la estrella de los Yankees en un juego en el Comiskey Park cuando se enfrentaban a los Medias Blancas de Chicago. Se casaron después de un cortejo a distancia, en los años en que Lou Gehrig y Babe Ruth eran los héroes en jonrones que dieron el campeonato a los Yankees y aparecían en la flor y nata de los Deportes y de la Vida Social en la ciudad de New York. Cuando Lou fallece el 2 de junio de 1941, Eleanor nunca más se casó y vivió en su apartamento del lado Este de Manhattan por cerca de cuarenta años. Era visitada frecuentemente por el boxeador Jack Dempsey que era su vecino y asistía regularmente al Yankee Stadium acompañando a la señora de Babe Ruth. La enfermedad de su esposo y sus nueve años de matrimonio se describen en un libro y en dos filmes, siendo el más famoso "Pride of the Yankees" con actuación de Teresa Wright y Gary Cooper como la famosa pareja.

## Fallecimiento
Posteriormente se dedicó, junto con el alcalde de Nueva York, a realizar labores sociales en favor de chicos con problemas, hasta que el avance de la enfermedad le postró, muriendo el 2 de junio de 1941. Sus restos reposan en el cementerio Kensico de la ciudad de Valhalla (condado de Winchester, estado de Nueva York), junto a los de su esposa, Eleanor T. Gehrig, quien le sobrevivió hasta 1984. No tuvieron hijos.

## En la cultura popular
En 1942, Sam Wood dirigió la película El orgullo de los Yankees, la cual está basada en la historia de Lou Gehrig, con Gary Cooper en el papel protagonista y Babe Ruth interpretándose a sí mismo. La película obtuvo un gran éxito de taquilla y de crítica, acaparando 11 nominaciones a los premios Oscar, y obteniendo uno al Mejor montaje.